# 上通A地区第一種市街地再開発事業
座標: 北緯32度47分59.85秒 東経130度42分48.88秒 / 北緯32.7999583度 東経130.7135778度

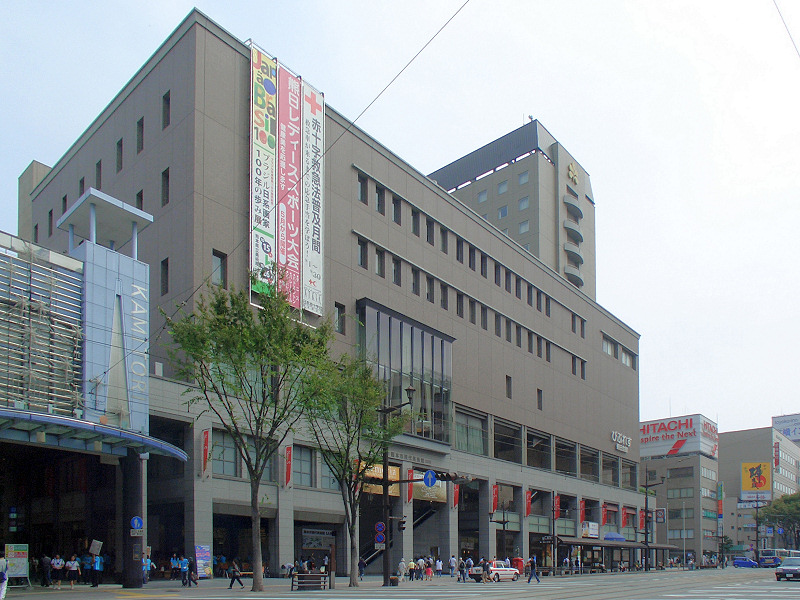
通町筋からみた敷地の様子
（手前がA棟、HITACHI看板がB棟）

上通A地区第一種市街地再開発事業（かみとおりえいちくだいいっしゅしがいちさいかいはつじぎょう）は、熊本県熊本市中央区上通町で実施された市街地再開発事業。
当敷地は熊本市の中心繁華街である通町筋および上通商店街に面している。

## 概要
この事業により、再開発ビル2棟の建設及び道路の整備が行われた。
再開発ビルはA棟とB棟の2棟からなり、商業・文化・宿泊等の施設が入居する複合ビルとなっている。またA棟にはびぷれす熊日会館（びぷれすくまにちかいかん）の名称が付けられている。
再開発ビルは当初は1棟で計画されていたが、最終的に2棟になった。A棟には主要施設として地下1階から2階までの西側には商業施設New-S、3階には熊本市現代美術館、1・2階の東側及び4階から14階まではホテル日航熊本が入居している。
また、遊歩道及び市道（再開発事業とは直接関係しない）を新たに設け、通町筋と上乃裏通りを直結することで周辺の回遊性を高めることが図られている。

## 入居施設

### A棟（びぷれす熊日会館）
- ホテル日航熊本
- 熊本市現代美術館
- New-S
- 熊本公徳会武道場
- 熊日情報文化センター
- 熊日RKKびぷれすスタジオ（イリス熊本跡）
- 業務施設（熊日倶楽部、昭和社、熊本公徳会オフィス）

### B棟（ニューキクチビル）
- 店舗（西日本チケット・ワシントン外語学院）
- 事務所
- 住宅

## 建築概要
- 設計 - 梓設計
- 施工 - 鹿島・戸田・増永・多々良・勝本建設工事共同企業体
- 施主 - 上通A地区市街地再開発組合

### A棟
- 用途 - ホテル、美術館、物販店舗、カルチャー施設、武道場、事務所ほか
- 工期 - 1999年11月22日 - 2002年3月31日
- 敷地面積 - 8,776.33m2
- 建築面積 - 6,637.32m2
- 延床面積 - 56,205.84m2
- 構造 - RC,SRC（地下） CFT（地上）
- 規模 - 地上14階、地下2階、高さ60.64m
- 所在地 - 熊本県熊本市中央区上通町2-1 ほか
- 受賞 -

### B棟
- 用途 - 事務所、住宅、店舗
- 工期 - 1999年11月22日 - 2000年4月21日
- 敷地面積 - 242.00m2
- 建築面積 - 204.14m2
- 延床面積 - 944.03m2
- 構造 - S造
- 規模 - 地上5階、地下1階、高さ19.97m
- 所在地 - 熊本県熊本市中央区上通町2-30
- 受賞 -

## 沿革
かつては熊本日日新聞社本社があり、1984年から同社内で敷地活用の検討が行われていた。1994年には熊本市などと覚書が交わされ、1996年には熊本市の市街地再生基本計画に盛り込まれた。最終的には九州電力熊本支店跡地（熊本電気ビル）、水道町の手取本町地区第一種市街地再開発事業（テトリアくまもと）と併せて熊本市中心繁華街の活性化事業として実施された。
- 1984年3月 - 「社屋問題検討委員会」設置 : 熊本日日新聞社
- 1989年4月 - 民間都市開発推進機構より「熊日周辺地区の開発に関する調査業務」についての助成金交付を受ける : 熊本日日新聞社
- 1989年5-9月 - 「熊日周辺特定民間都市開発調査検討委員会」開催 : 熊本日日新聞社
- 1989年10月 - 「熊日周辺特定民間都市開発調査報告書」がまとまる : 熊本日日新聞社
- 1990年4月 - 「経営ビジョン検討委員会」開催。社屋問題の検討は一旦中断 : 熊本日日新聞社
- 1993年3月 - 再開発事業として検討再開 : 熊本日日新聞社
- 1994年 - 「双方が協力して再開発事業を成功させる」覚書 : 熊本日日新聞社、昭和社、肥後建極会（現熊本公徳会）ほか
- 1996年3月1日 - 「上通A地区市街地再開発事業・準備会」発足 : 熊本市
- 1996年 - 「市街地再生基本計画」策定 : 熊本市
- 1996年12月5日 - 上通A地区第一種市街地再開発事業、第1回発起人会
- 1997年4月16日 - 上通A地区市街地再開発準備組合、設立・発起人会、解散
- 1997年3月1日 - 熊本市の事業参画覚書
- 1998年4月 - 都市景観審議会、計画了承 : 熊本市
- 1998年7月17日 - 都市計画審議会、交通計画、緑化計画了承 : 熊本市
- 1998年7月21日 - 都市計画地方審議会、上通A地区第一種市街地再開発事業の都市計画了承 : 熊本県
- 1999年2月10日 - 上通A地区市街地再開発組合、設立総会・準備組合、解散総会
- 1999年3月27日 - 熊日会館、設立 : 熊本日日新聞社
- 1999年9月29日 - 県知事、権利変換計画の認可 : 熊本県
- 1999年11月17日 - 「施設建築物建設工事」入札会、鹿島・戸田・増永・多々良・勝本建設工事共同企業体が落札
- 2000年1月14日 - 起工式
- 2000年4月 - B棟竣工
- 2000年10月11日 - A棟の名称を「びぷれす熊日会館」とすることを決定 :  上通A地区市街地再開発組合、第15回総会
- 2001年5月9日 - A棟上棟式
- 2002年2月 - 大規模小売店舗立地法に関する手続き完了
- 2002年3月29日 - A棟定礎式・竣工式
- 2002年4月4日 - 熊本公徳会カルチャーセンターオープン
- 2002年4月6日 - A棟オープン・New-Sオープン
- 2002年4月15日 - 熊本公徳会武道場オープン
- 2002年4月18日 - 九電コミュニティプラザ「イリス熊本」オープン
- 2002年5月31日 - ホテル日航熊本オープン
- 2002年10月4日 - 上通A地区市街地再開発組合、解散総会
- 2002年10月12日 - 熊本市現代美術館オープン
- 2013年3月1日 - 九電省エネ快適ライフプラザ「イリス熊本」閉館

## アクセス

### 鉄道
- 熊本市電 幹線
  - 通町筋電停 - すぐ
- 熊本電気鉄道 藤崎線
  - 藤崎宮前駅 - 駅より南へ約800m

### バス
- 九州産交バス、熊本電鉄バス、熊本バス、熊本都市バスほか
  - 通町筋バス停 - すぐ
  - 市役所前バス停（3ヶ所ある） - バス停より約300m。

### 道路
- 熊本県道28号熊本高森線 - 面している
- 国道3号 - 水道町交差点で熊本県道28号熊本高森線と交差している。交差点から約200m。
- 熊本県道303号四方寄熊本線 - 市役所前交差点で熊本県道28号熊本高森線に接している。交差点から約300m。

## 参考資料
- 「プロジェクト上通A 〜びぷれす熊日会館誕生〜」 熊本日日新聞情報文化センター（編集） 上通A地区市街地再開発組合（発行） 2003/2/5
- 熊本日日新聞データベース